# 希咲あや
希咲 あや（きさき あや、1989年11月26日 - ）は、日本の元AV女優。元シエロ(旧ディクレア)所属。

## 人物
- 趣味：読書、ショッピング、宝塚観劇、咀嚼音鑑賞
- 特技：クラシックバレエ
- 同じAV女優である「大槻ひびき」を尊敬している。
- 炭酸飲料が苦手でお酒は呑めない。
- 同じ事務所の小峰みこと仲が良く、ふたりでツイキャスを不定期にしている。
- 2016年12月から「あやみこ会」という小峰みことの合同イベントを不定期に開催。
- 宝塚歌劇団の彩凪翔のファン。

## 略歴
- 東京都出身。AVデビュー前には地上波キー局ゴールデン枠でバラエティー番組のアシスタントやモデル業をしていた。
- 2010年、「芸能人 PREMIER 希咲あや」でAVデビュー。
- その後、多くのメーカーから単体作品を出す『企画単体女優』として活躍。人気シリーズからフェチ作品まで幅広い分野の作品を撮影していた。
- 2018年、引退。
- AV引退後はロック座所属の踊り子として活動している。

## 出演作品

### アダルトDVD
2010年
- 芸能人 PREMIER 希咲あや (11月7日 カルマ)

2011年
- 恩師と花嫁 ～汚された白無垢の教え子～ 希咲あや（3月5日 マドンナ）
- エレベーターの女（4月25日 マドンナ）
- お母さんがしてあげるから…希咲あや (5月1日 ABC/妄想族)
- 芸能人・グラビアアイドル・着エロアイドル ザーメンぶっかけ初乱交 総集編 8時間スペシャル（6月7日 カルマ）
- 息子に按摩されて感じる母。その後は…。 2（7月1日 映天）
- 初アナルの人妻 夫ともしたことなかったのにアナルSEXしてしまいました ゆるして…あなた（7月25日 ビッグモーカル）
- マンコ3本挿し×浣腸イラマチオ×5穴連続発射×ぶっかけ100連発×中出しザーメン強制ゴックン×アナル＆マンコ同時2穴挿しファック！（7月25日 ダスッ!）
- 凌辱探偵ファイル CASE1:令嬢/アヤ（9月7日 アタッカーズ）
- 2011年マドンナ上半期131タイトル8時間（9月25日 マドンナ）
- やめて…そんな事されたらお母さん… 希咲あや（ 10月1日 ABC/妄想族）
- 美人令嬢 緊縛・脱糞・アナル調教絶望に耐えながら…。3 希咲あや（10月7日 アタッカーズ）
- 芸能人・グラドル・着エロアイドルの初ガチンコSEX DELUXE BEST!!（10月7日 カルマ）
- 息子のオチンチンで性欲を満たす母親達 4時間（10月19日 ABC/妄想族）
- 息子のセンズリ見ていたら… 欲情しムシャブリ回す母親（10月21日 映天）
- 息子に気づかれずにこっそりとお口で…（11月4日 映天）
- ママと一緒にお風呂に入ろう（11月18日 映天）
- 希咲あやがじっくりたっぷりイカせてあげる（11月19日 ABC/妄想族）
- 夫以外の男性とシテしまった 不貞な若妻8時間（11月25日 マドンナ）
- おねだり美人妻の誘惑濃厚接吻手コキ（12月5日 ジャネス）
- 奴隷色のステージ19（12月7日 アタッカーズ）
- お母さんに甘えっぱなし●児プレイ 3（12月16日 映天）
- 母性あふれる近親相姦にこだわり続けた3年間を8時間で全て見せる!（12月19日 ABC/妄想族）

2012年
- お母さんがしてあげるから…総集編4時間（1月1日 ABC/妄想族）
- 湯けむり近親相姦 母子入浴交尾（1月1日 VENUS）
- 発情美人妻 変態受精 藤崎美春（1月6日 グレイズ）※｢藤崎美春｣名義
- ウラ美少女3周年記念 全70タイトル完全網羅 SUPER BEST 8時間 初回限定生産 芸能人・グラビアアイドル・着エロアイドル、ぞくぞくデビュー！（1月7日 カルマ）
- 30年間慰め続けたこの体 自慰行為 4時間（1月20日 映天）
- 究極2穴SEXベスト（1月25日 ダスッ！）
- 8年後の教え子調教 若妻牝犬浣腸6 希咲あや（2月1日 シネマジック）
- 近親相姦、母の巨乳美尻に魅せられて…夜這い決行！（2月3日 映天）
- 息子のセンズリ見ていたら… 欲情しムシャブリ回す母親 2（2月17日 映天）
- 近親［無言］相姦 隣にお父さんがいるのよ… 希咲あや（2月19日 VENUS）
- ダスッ！5周年記念16時間BEST（2月25日 ダスッ！）
- 24人の女子校生スカート尻コキ（3月1日 Fetishist/妄想族）
- お母さん入ってるトコロ見えるでしょ（3月2日 映天）
- ディープレズビアン ～禁断同棲～（3月2日 クリスタル映像）
- 有名女優の洗ってないアソコをクンニさせてくれますか？（3月8日 V＆Rプロダクツ）
- 息子のチンポを洗う母… 2（3月16日 映天）
- 私が全部してあげる 美白ヴィーナスの極上エロス 希咲あや（3月19日 Fetish Box/妄想族）
- 母性溢れる母の騎乗位 腰振る30人（3月19日 ABC/妄想族）
- 超鬼畜プレイで女を犯し徹底的にズタボロにする凌辱SEX（3月25日 ダスッ！）
- DRUNKFUCK！ 2 酔いどれ痴女たちの真正中出し乱交パーティー（3月31日 モブスターズ）
- 猛烈チンポコ癒し院 男根エステ 街頭で客引きして股間専門マッサージ盗撮 3（4月10日 ホットエンターテイメント）
- 理由ありセレブの風俗面接 中出しできる人妻ソープランド（4月19日 グラフィティジャパン）
- プレミアムベスト希咲あや 4時間（4月19日 ABC/妄想族）
- ナースだからエロいんじゃない！エロいからナースをやっている私は、白昼堂々患者を襲う白衣の小悪魔（4月21日 ATOM）
- 女中の家畜にされた奥様 新妻浣腸五穴折檻 希咲あや（5月1日 シネマジック）
- 近親相姦 母を凌辱する息子 総集編4時間（5月1日 ABC/妄想族）
- 働くお姉さんのデカ尻についムラムラ… 3（5月4日 クリスタル映像）
- 高級ソープへいらっしゃい 35（6月1日 クリスタル映像）
- 日常のお母さんはとっても無防備で…。 3（6月15日 映天）
- 2011年マドンナ全262タイトル12時間￥1980（6月25日 マドンナ）
- 母子相姦オイルマッサージ 4時間（7月20日 映天）
- 初アナルの人妻 夫ともしたことなかったのにアナルSEXしてしまいました 4時間BEST 2（7月25日 ビッグモーカル）
- THEスローハンド手コキ 癒し系手コキとささやき淫語で暴発するM男 DX4時間（8月15日 未来 フューチャー）
- 悪徳産婦人科の猥褻診療 2（8月25日 サイドビー）
- 真正中出しグラフィティFILE 第1集（8月31日 モブスターズ）
- これぞドライオーガズムの頂点 男の潮吹き 4時間スペシャル（9月19日 Fetish Box/妄想族）
- アナル徹底崩壊！（9月25日 ダスッ!）
- 『秘密の穴園』 2 責め続けられるM男のアナル（10月5日 未来 フューチャー）
- 淫らなオクチ 濃厚フェラでザーメン搾取 4時間スペシャル（10月19日 Fetish Box/妄想族）
- ROOKIEが選んだS級女優の最高に美しいピンクマンコ（10月19日 ROOKIE）
- 肉厚ま○こがぴったり吸いつく極上SEX（11月1日 Fetish Box/妄想族）
- 淫らな言葉ぶっかけてあげるわ 美白美女の官能淫語プレイ（11月5日 ジャネス）
- 国民的AVメーカーウラ美少女 芸能人・アイドルたちの極上フェラチオ SUPER BEST コレクション8時間（11月7日 カルマ）
- オナペディア オナニーBEST 240分（11月19 Fetish Box/妄想族）
- 粘着系イチャつき淫語（11月19日 Fetish Box/妄想族）
- 黒パンスト×タイトスカート エロチシズムIII（11月25日 アロマ企画）
- 指コキ2 カリが異常に刺激される至極のテクニック（11月25日 ジャネス）
- 近親相姦夜這い 背徳の美人母が…4時間（12月19日 ex）
- 犯されレイプ強姦16時間（12月19日 ROOKIE）
- 突然パンチラで挑発されてこっそりシゴいちゃった僕。 その7（12月25日 アロマ企画）

2013年
- ドスケベな言葉を吐き出しながらイキまくる淫語オナニー（1月5日 ジャネス）
- 2012年度スーパーBESTセレクション＋α ウラ美少女特選映像総集編（1月7日 カルマ）
- Cinemagic DVD ベスト 30 PART.8（1月19日 シネマジック）
- 奥さまの下着姿 生着替え大全集 50人4時間（1月19日 ex）
- 息子のオナニーに欲情する母親達 40家族 4時間（1月19日 ABC/妄想族）
- 究極の妄想発明シリーズ ボディジャック 清楚で真面目な女の子が淫語を連発するエロ女に豹変SP（1月24日 ROCKET）
- 想像を絶する刺激と快感！ 凄指技の睾丸回春エステシャン その5（1月25日 アロマ企画）
- 近親相姦 夜這い傑作選 4時間 32家族（2月1日 ex）
- 性欲処理専門 セックス外来医院 5 （2月7日 SODクリエイト）
- ベラ噛み4 じゅるじゅると絡み合う舌（2月19日 Fetish Box/妄想族）
- 風呂場でのSEX近親相姦集 4時間32家族（2月19日 ex）
- 亀頭責め 陰茎を嬲られる絶頂エロス（3月1日 Fetish Box/妄想族）
- 淫語とフェラ 最高級なリップサービス（3月5日 ジャネス）
- エネマ痴帯EX 12（3月19日 シネマジック）
- 調教で堕ちた女たち16時間（3月19日 ROOKIE）
- 失禁脱糞トランス 希咲あや（3月19日 乱丸）
- 出会い頭のいきなり手コキ（3月19日 アロマ企画）
- 激しく責められて潮を吹いちゃったボク（3月25日 ジャネス）
- ボンデージの虜 M男調教QUEEN 希咲あや（4月5日 未来）
- ATTACKERS 凌辱アナル 480分総集編（4月7日 アタッカーズ）
- 家庭教師がノーブラで…軽い気持ちでちょっかい出したらチョー肉食系でチ○コ握ってはなしてくれない（4月12日 クリスタル映像）
- ドアノブ@舐めしゃぶる（4月19日 LABO）
- 団地妻 昼下がり、カーテンを閉めて自宅ベッドで客と寝る団地妻たち（5月9日 東京ティンティン＋）
- 恵比寿ナンパ（5月16日 グローリークエスト）
- 背後からの密着手コキでイカされる（6月1日 Fetish Box）
- NOと言えない発狂ザーメン暴射（7月15日 ジャネス）
- 婚約中の彼氏が浮気すれば即レイプ！借金を抱える女性が究極の借金返済ゲームに挑戦！ 愛する婚約者が仕掛人のAV女優に誘惑されても浮気をしなければ借金全額返済。しかし、彼氏が誘惑に負けて浮気をしてしまったら、挑戦者の女性はその場でレイプ！（7月18日 ATOM）
- 蠢 舌 涎 鏡（7月19日 LABO）
- 美人SEXカウンセラーのフェロモンと下半身に溺れちゃった僕。（7月25日 アロマ企画）
- 飲尿体液レズビアン（8月14日 V＆Rプランニング）
- 芸能人 希咲あや 淫罰女体陵辱工場（8月25日 BabyEntertainment）
- スケベ娘のセンズリ鑑賞会（9月5日 ジャネス）
- クソ長～い90cm ヘビウンコ美女 初全身塗糞ハメスカ絶頂 希咲あや（11月25日 オペラ）

2014年
- セレブ限定 脱糞ヨガレッスン 楓乃々花 神谷つくし 希咲あや あずみ恋（1月25日 オペラ）
- 兄嫁にレズられて…。一軒家で繰り広げられる義姉妹の秘密の肉体関係 HIKARI 希咲あや（4月1日 U＆K）
- 直下型＆M字パンチラ挑発 誘惑お姉さん編 2（4月13日 アロマ企画）
- ぶ・ら・り途中下車の旅 黒人ハイソな都会で人妻ナンパ 原宿・新宿編（4月25日 グローバルメディアエンタテインメント）
- ザーメン狩り痴女フェラチオBEST 4時間（5月5日 ジャネス）
- エッチな女の子たちのセンズリ鑑賞会（6月1日 スタイルアート/妄想族）
- THE 口撃 淫語フェラチオ Vol.2（6月15日 ジャネス）
- 美熟女着替え 100名（8月1日 ABC/妄想族）
- カップル限定！見て、嗅いで、一気飲み！彼氏の精子を当てまSHOW！ テーブルに用意されたカップに入った5つの精子の中から、色、臭い、味を吟味して愛する彼氏の精子を当てたら賞金獲得！不正解なら大量ぶっかけファックの罰ゲーム！（8月21日 ATOM）
- 下品な淫語と濃厚フェラチオ（8月25日 CHANGE）
- 超★働くお姉さんのデカ尻についムラムラ… 8時間DX（9月5日 クリスタル映像）
- 妊娠中なら中出しOK！？兄の嫁と夫に内緒でこっそり生ハメしてしまった！（9月6日 アイエナジー）
- 凄テク痴女の性感指コキはボクの亀頭をコリコリと刺激して勃起チ○ポからカウパー液が出まくるくらい至極のテクニックだ！240分（9月7日 CHANGE）
- レズビアンヌ（9月13日 U＆K）
- 不倫相手の部屋に通い始めた人妻を輪姦して撮影（9月19日 グレイズ）
- 敏感な勃起乳首を舐めるレズ7（9月19日 ゑびすさん/妄想族）
- ママさんバレー脱糞レズ乱交（9月25日 オペラ）
- ビクセン総集編6 女に責め堕とされる女達（10月1日 シネマジック）
- 淫語フェラBEST Vol.3（10月19日 Fetish Box/妄想族）

### Vシネマ
- 堕天使（2011年9月3日、アースゲート）
- レイプゾンビ4 LUST OF THE DEAD クローン巫女大戦（2014年9月3日、アルバトロス）
- レイプゾンビ5 LUST OF THE DEAD 新たなる絶望（2014年9月3日、アルバトロス）
- 38days（2016年4月2日、アルバトロス）

### 映画
- 妹・OL・人妻 すけべ丸出し（2013年10月4日、オーピー映画）
- 最近、蝶々は…（2014年5月10日、コスタエスト）
- 劇場版レイプゾンビ LUST OF THE DEAD 新たなる絶望（2014年8月9日、アウトサイド）
- 野良犬はダンスを踊る（2015年　FAITHentertainment）

### 動画コンテンツ（セクシー）
2012年
- vol.70 New Dynamitechannel Girl's（3月16日 ダイナマイトチャンネル）
- vol.76 New Dynamitechannel Girl's（8月1日 ダイナマイトチャンネル）

## テレビ
- 魚拓と成瀬のツキとスッポンぽん #037・#038（2015年5月17日・24日、パチ・スロ サイトセブンTV）
- ビ〜チ9（2015年7月・2018年2月、テレビ埼玉）※マンスリーゲスト